# Burgstall Weihenstefen
Der Burgstall Weihenstefen bezeichnet eine abgegangene Höhenburg in der Gemeinde Deuerling im Landkreis Regensburg. Die Anlage wird als Bodendenkmal unter der Aktennummer D-3-6937-0118 im Bayernatlas als „mittelalterlicher Burgstall“ geführt. Unmittelbar nach Südwesten schließt die „mittelalterliche und frühneuzeitliche Wüstung "Weihenstetten"“ an, die unter der Aktennummer D-3-6937-0119 im Bayernatlas geführt wird.

## Geschichte

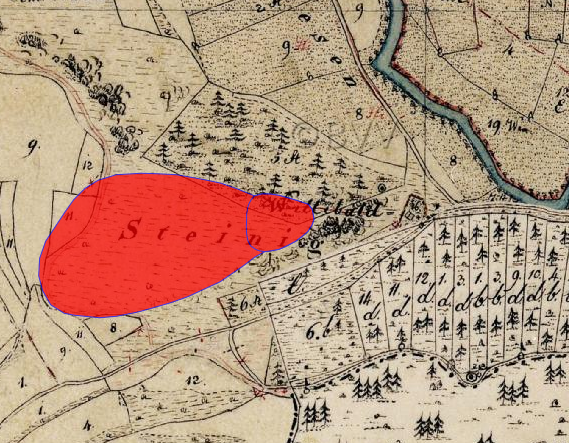
Lageplan des Burgstalls Weihenstefen auf dem Urkataster von Bayern

Als ehemaliger Burgherr kommt der um 1150 belegte Gozbertus des Wihensteten in Frage, ein Ministeriale des hier begüterten Bischofs von Bamberg. Der Ministerialensitz gehörte zu einer größeren Anzahl ähnlicher Sitze in dieser Gegend, die alle im 13. Jahrhundert aufgegeben wurden.
Der Name Weihenstefen (Wihensteten) leitet sich von einer bereits im 16. Jahrhundert verfallenen Kapelle her. Deren Standort vermutet man oberhalb des heutigen Willibaldhäusels. Noch im 19. Jahrhundert sollen ihre Grundmauern sichtbar gewesen sein. Vielleicht stand sie in der Nähe des Burgstalls und gehörte zu dem spätestens im 17. Jahrhundert aufgegebenen Hof Weihenstetten.
Nur der exakt in den Fels eingetiefte Graben weist heute noch darauf hin, dass auf der Ostspitze eines Plateaus über dem Tal der Schwarzen Laber, zwischen Eichhofen und Hillohe, nur wenige hundert Meter südlich der Egelsburg, eine Spornburg gestanden haben könnte. Gebäudespuren sind auf dem felsigen und nach drei Seiten durch Steilwände und Abhänge gesicherten Areal nicht mehr zu erkennen. Es ist fraglich, ob die Anlage der Burg überhaupt über die ersten, allerdings sehr aufwändigen Schanzarbeiten hinaus gedieh.
Der Burgstall Weihenstefen ist ein Bestandteil der Regensburger Burgensteige. Unmittelbar benachbart, ca. 800 Meter in südöstlicher Richtung, liegt der Burgstall Egelsburg, ebenfalls im heutigen Gemeindegebiet Deuerling.